# Europa Palace
Die Europa Palace ist ein 2001 gebautes Fährschiff der italienischen Reederei Grimaldi Lines. Sie entstand unter dem Namen Superfast VI bei der Howaldtswerke-Deutsche Werft in Kiel, Deutschland, und wurde im Jahr 2001 in Dienst gestellt.

## Geschichte
Das Schiff lief am 11. Februar 2000 vom Stapel. Das auf den Namen Superfast VI getaufte Schiff wurde 2001 fertiggestellt und an die Reederei Superfast Ferries abgeliefert und zwischen Patras, Igoumenitsa und Ancona eingesetzt.
Bimini Superfast kaufte das Schiff im Jahr 2013 und benannte es in Bimini SuperFast um. 2016 wurde das Schiff an Grimaldi Lines verkauft und in Europa Palace umbenannt. Grimaldi Lines setzt die Fähre auf der Route zwischen Cagliari und Palermo ein.

## Schiff
Das RoPax-Schiff hat eine Bar sowie ein À-la-Carte-Restaurant. Es gibt insgesamt 250 Kabinen. Zudem bietet die Europa Palace mehrere Shops für die Passagiere. An Bord des Schiffes gibt es außerdem einen Spielebereich für Kinder. Auf dem Sonnendeck des Schiffes befinden sich ein Pool und eine weitere Bar.

## Schwesterschiff
Die Europa Palace hat ein Schwesterschiff, die GNV Spirit der Grandi Navi Veloci.